# 天子萬年竹管筆
「天子萬年」竹管筆是清代的竹管筆，是木竹漆器，筆長約23.5-26.5厘米。竹筆管上刻有「天子萬年」的字樣。
這盒竹管筆被收藏於一有蓋盒子中；毛筆外觀長而細，沒有筆斗。竹管的顏色為自然竹子本色，均從未被使用過。
盒內毛筆包含稍大的羊毫筆和較小的兼毫筆，筆毛略像葫蘆形。竹管上刻填著金色的楷書字：「天子萬年」，下面是藍色楷書字：「臣白潢恭進」。
共有一百支，分裝在五層抽屜，存放在裱錦紙匣中。現藏于國立故宮博物院。